# إدوارد دبليو. باريت
إدوارد دبليو. باريت (بالإنجليزية: Edward W. Barrett) هو صحفي أمريكي، ولد في 1910، وتوفي في 1989.

## وصلات خارجية
- إدوارد دبليو. باريت على موقع مونزينجر (الألمانية)